# You Are My High
«You Are My High» — песня, выпущенная в 2000 году французским музыкальным продюсером Demon. 28 июля 2021 года DJ Snake выпустил ремикс, который резко стал популярным. Авторами ремикса выступили Чарли Уилсон, Джонси Андреа Смит, Ронни Уилсон и DJ Snake, который также выступил продюсером.

## Оригинальная композиция
«You Are My High» — песня в жанре французского хауса в исполнении Demon, которая семплирует песни «You Are My High» и «Oops Up Side Your Head» группы The Gap Band и сочетает в себе элементы «традиционной танцевальной музыки, классической R&B и фанка».

## Ремикс 2021 года
Ремикс DJ Snake был создан в июле 2021 года с Malaa. Это также знаменует собой их второе сотрудничество со времён песни «Selfish Love», и его первый сольный релиз со времён «Trust Nobody».

### Участники записи
Согласно AllMusic.
- DJ Snake — продюсер, основной исполнитель, композитор, программирование
- DJ Mercer — микширование
- Джонси Андреа Смит — композитор
- Чарли Уилсон — композитор
- Ронни Уилсон — композитор

## Чарты
| Чарт (2021)                                | Высшая позиция |
| ------------------------------------------ | -------------- |
| France (SNEP)                              | 121            |
| New Zealand Hot Singles (RMNZ)             | 22             |
| США (Billboard Hot Dance/Electronic Songs) | 6              |

| Чарт (2021)                               | Позиция |
| ----------------------------------------- | ------- |
| US Hot Dance/Electronic Songs (Billboard) | 24      |

| Чарт (2022)                               | Позиция |
| ----------------------------------------- | ------- |
| US Hot Dance/Electronic Songs (Billboard) | 56      |

## Сертификации
| Регион                                                                      | Сертификация | Продажи |
| --------------------------------------------------------------------------- | ------------ | ------- |
| Бразилия (ABPD)                                                             | Платиновый   | 40 000  |
| Канада (Music Canada)                                                       | Золотой      | 40 000  |
| Франция (SNEP)                                                              | Золотой      | 100 000 |
| Новая Зеландия (RMNZ)                                                       | Платиновый   | 30 000  |
| Данные о продажах + прослушиваниях приведены только на основе сертификации. |              |         |

## История релиза
| Регион | Дата         | Формат                       | Лейбл      | Примечания |
| ------ | ------------ | ---------------------------- | ---------- | ---------- |
| Разные | 28 июля 2021 | Цифровое скачивание стриминг | Interscope | [ 16 ]     |